# Kevin Pearce
Pour les articles homonymes, voir Pearce.
Kevin Pearce, né 1er novembre 1987 à Hanover dans le New Hampshire, est un snowboardeur professionnel américain. Il a grandi à Hartland, dans le Vermont, avant que sa famille ne déménage à Norwich.
Il a participé à de nombreuses compétitions sur le circuit professionnel entre 2006 et 2009, avant de chuter lourdement durant un entraînement, ce qui lui laisse d'importantes blessures au cerveau. Il vit actuellement à Carlsbad en Californie.
En 2010, Kevin Pearce annonce mettre un terme à sa carrière.

## Carrière professionnelle
Kevin Pearce commence sa carrière en 2006 en participant à quelques compétitions sur le circuit principal, le Ticket To Ride (TTR) World Snowboard Tour. Son meilleur résultat est une cinquième place. Mais c'est durant la saison 2006/2007 que Pearce va commencer à faire parler de lui. Il remporte sa première compétition professionnel au slopestyle du Burton New Zealand Open. Suivent un podium au O'Neill Evolution QP et une victoire au slopestyle du Nippon Open.
Il remporte au début de l'année 2007 l'Arctique challenge. Cependant, une mauvaise performance au Burton US Open en fin de saison le fait finir à la quatrième place du TTR World Tour.
Il retrouve le chemin des podiums dès l'ouverture de la saison 2007/2008, en juillet. Il termine deuxième du Halfpipe de l'Abominable Snow Jam dans l'Oregon. Il remporte ensuite le Nokia Air & Style de Munich avec cab 1260. Une semaine plus tard, au Japon, il termine quatrième du Nissan X-Trail Jam. 
Lors des finales du Halfpipe du Burton European Open, il domine Shaun White pour remporter la victoire. Pearce domine à nouveau la concurrence lors du Billabong Air & Style à Innsbruck, puis au Arctic challenge, pour une seconde victoire de rang. À la suite de cette victoire, il prend la tête du championnat TTR, qu'il ne lâchera plus. Il est ainsi sacré champion du monde TTR pour la première fois de sa carrière à la suite de sa belle prestation lors du Burton US Open, où il termine troisième du halfpipe.
Il remporte également 3 médailles aux Winter X Games XII à Aspen, Colorado en 2008. La même année, il fut aussi le premier athlète dans l'histoire des X Games à participer à trois évènements médaillés en un seul jour.
Il reçoit la médaille d'argent en 2009 aux Winter X Games, perdant d'un point face à Shaun White, qu'il a ensuite vaincu au Burton European Open en 2008 et 2009.
À noter que Kevin Pearce et Shaun White sont les seuls snowboarders à bénéficier de leur pipe privé entièrement payé par leurs sponsors d'une valeur de 2 millions de dollars, en vue des JO de Vancouver de 2010.

## Accident
Le 31 décembre 2009, Kevin Pearce a été grièvement blessé au cours d'un entraînement à Park City. Alors qu'il tente une figure qu'il a déjà réalisée appelée « Cab Double Cork », il chute violemment à la réception sur la tête. Très vite, son ami présent pour s'entrainer avec lui prend conscience de la gravité de la situation et appelle les secours. Il est transporté au Centre médical de l'Université de l'Utah à Salt Lake City. Il souffre de multiples fractures faciales et reste dans le coma près d'une semaine. À son réveil, le verdict est sans appel : une partie de son cerveau est endommagée, l'acuité visuelle ainsi que la mémoire sont touchées. Malgré des progrès probants, les médecins savent que Kevin ne pourra plus poursuivre sa carrière.

## Sa vie après son accident
Six mois après son accident, Kevin rentre dans le Vermont chez sa famille pour poursuivre sa rééducation.

## Film (The Crash Reel)
Un documentaire sur l'histoire de Kevin Pearce est sorti en 2013, intitulé The Crash Reel - The Ride of a Lifetime. Le film parle des préparations du sportif pour les Jeux olympiques d'hiver de 2010, de l'accident de 2009 et de la réhabilitation que Kevin a dû suivre par la suite.